# Nouveaux aliments
Les nouveaux aliments (dénommés en anglais novel foods) sont une catégorie d'aliments ou d'ingrédients qui sont considérés comme n'ayant pas été généralement consommés dans une région avant une certaine date ou dont la production n'avait pas encore été mise en œuvre.

## Enjeux
Outre les enjeux économiques, les autorités considèrent les enjeux sanitaires, toxicologiques, voire environnementaux liés à l'apparition d'aliments nouveaux ou d'ingrédients nouveaux issus d'OGM, de Nanotechnologies ou de la chimie (ex : picolinate de chrome, produit suspecté d'être hautement toxique et ne présentant pas les effets promis par ses promoteurs), graines (ex : graines de Chia (Salvia hispanica), ou d'espèces végétales marine (ex : huile d'algue extraite de la microalgue Ulkenia) ou terrestre (ex : extrait foliaire de luzerne (Medicago sativa) ou animales (éventuellement transgéniques), (ex : extrait de krill, ou peptide de poisson (Sardinops sagax), de microorganisme (ex: chitine-glucane issu d'Aspergillus niger).
Face à la demande d'aliments exotiques, les autorités sanitaires doivent aussi évaluer des produits nouveaux dans un pays, mais anciennement utilisé ailleurs, qui peuvent par exemple être sources d'allergies, ou d'incompatibilité avec d'autres produits, dans les populations qui n'y sont pas habituées.

## Union européenne
Les nouveaux aliments sont ceux qui n'ont pas d'historique de consommation dans l'Union européenne avant le 15 mai 1997. Tout aliment ou ingrédient alimentaire qui correspond à la définition du règlement européen 258/1997 doit faire l'objet d'une demande d'autorisation.
Il y a deux modalités de soumission de dossier dans la réglementation "nouveaux aliments": la procédure simplifiée quand le nouvel aliment peut être considéré comme équivalent en substance à un aliment existant - dans ce cas le dossier est examiné par l'administration nationale compétente (la DGCCRF en France) - et la procédure complète quand il n'y a pas d'équivalence en substance.
Un certain nombre de nouveaux aliments et de nouveaux ingrédients ont été autorisés selon le règlement, dont des phytostanols, des phytostérols, des lycopènes et aussi des produits comme le jus de noni, le chia, l'huile d'argan, la pulpe de baobab, des extraits d'huile de krill.
- La liste des dossiers acceptés ou rejetés par la Commission selon la procédure complète figure sur le site ec.europa.eu.
- La liste consolidée des notifications selon par la procédure simplifiée figure sur le site ec.europa.eu[PDF].

De 1997 à 2004, cette réglementation couvrait les aliments dérivés d'OGM mais depuis 2004 un règlement européen spécifique régit leur mise sur le marché. La réglementation sur les nouveaux aliments a ensuite vécu une révision de plusieurs années,, notamment à la suite de profonds désaccords sur les aliments issus d'organismes animaux clonés. En mai 2011, à la suite d'une séance plénière sur la Sécurité alimentaire, l'Europarlement a lancé un appel urgent pour réglementer les aliments clonés. 
Les procédures de révision suivantes ont finalement abouti à une nouvelle réglementation, (EC) No. 2015/2283, approuvée en Novembre 2015 et entrée en vigueur le 1er janvier 2018. 

## Canada
Au Canada, les nouveaux aliments sont réglementés par la loi sur les aliments nouveaux. Ceux-ci sont définis comme:
- Les produits qui n'ont jamais été utilisés pour l'alimentation humaine,
- Les produits alimentaires qui ont été obtenus à partir d'un procédé qui n'a jamais encore été mis en œuvre pour l'alimentation humaine,
- Les aliments qui ont subi des modifications génétiques et ont de nouveaux traits.